# 方国恩
方国恩（1956年2月—），男，汉族，河南方城人，中国外科学家，中国人民解放军少将，曾任中国人民解放军总后勤部卫生部副部长。